# Berytidae
Berytidae Fieber, 1851, è una famiglia di insetti Pentatomomorfi dell'ordine Rhynchota Heteroptera, superfamiglia Lygaeoidea, comprendente circa 170 specie.

## Descrizione
La morfologia dei Berytidae è alquanto singolare rispetto alla generalità dei Pentatomomorfi. Sono insetti di piccole dimensioni, con corpo piuttosto stretto e allungato, tegumento delicato, zampe lunghe e sottili. Per la forma del corpo, gli anglosassoni indicano questa famiglia con il nome comune di stilt bug ("cimice trampoliere").
Il capo presenta un caratteristico solco trasversale sul vertice, che si estende da un occhio all'altro ed è provvisto di ocelli. Le antenne e il rostro sono composti da 4 segmenti. Il primo antennomero è in genere più lungo del capo e quello distale è spesso conformato a clava. Nella sottofamiglia dei Berytinae la regione frontale si prolunga con un processo spinoso.
Il torace è stretto, spesso cilindrico, con pronoto allungato e sollevato rispetto al capo e scutello piccolo e triangolare, più o meno acuto posteriormente. Sul pronoto sono presenti ornamenti del tegumento, costituiti da una densa punteggiatura e, talvolta, da processi spiniformi. Ornamenti possono essere presenti anche sullo scutello. Le emielitre sono in genere ben sviluppate ma strette e allungate. All'interno della famiglia si differenziano due tipi morfologici, uno con emielitre tipiche degli Eterotteri, ossia con parte prossimale sclerificata, l'altro con ali interamente membranose (Methacantinae). Le zampe sono lunghe e sottili, ma con femori leggermente dilatati nella parte distale. I tarsi sono composti da tre segmenti.
L'addome porta gli stigmi sulla parte dorsale ed è provvisto di tricobotri, in numero di tre negli uriti III-IV e di due negli uriti V-VII.

## Biologia
I Berytidae sono insetti fitofagi, associati spesso a piante erbacee appartenenti a varie famiglie. Non sono di particolare interesse agrario in quanto le notizie relative a danni economici di un certo rilievo sono scarse.

## Sistematica
La famiglia comprende poco più di 170 specie ripartite fra 36 generi e si suddivide in tre sottofamiglie. Ciascuna sottofamiglia è suddivisa in due tribù.
- Berytinae:
  - Berytini. Rappresentata principalmente in Asia e Oceania, comprende 11 generi con 24 specie.
  - Berytinini. Rappresentata nella regione Paleartica, comprende un solo genere con 12 specie.
- Gampsocorinae:
  - Gampsocorini. Diffusa nelle regioni orientali, comprende 4 generi con 21 specie.
  - Hoplinini. Diffusa prevalentemente nelle regioni occidentali, comprende 8 generi con 33 specie.
- Metacanthinae:
  - Metacanthini. Diffusa prevalentemente nelle regioni orientali (eccetto i generi Jalysus e Metacanthus), comprende 11 generi con 70 specie.
  - Metatropini. Presente in Cina, comprende un solo genere con 11 specie.